# Nautilidae
Nautilidae (classificada por Henri Marie Ducrotay de Blainville, em 1825, na obra Manuel de malacologie et de conchyliologie e nomeados, em inglês, pearly nautiluses; na tradução para o portuguêsː "nautiloides perolados"; ou simplesmente denominados nautiloides e seus indivíduos náutilo ou nautilídeo) é uma família de moluscos cefalópodes nectônicos marinhos do Indo-Pacífico caracterizada por ter uma grande concha externa calcária (de tipo brevicone), dividida em câmaras (fragmocone) que são perfuradas por um sifão e utilizadas como dispositivo de proteção e flutuação. Normalmente apenas a última câmara está cheia de líquido e sua flutuabilidade é controlada pelo animal através do bombeamento de líquido ou gás para dentro e para fora desta e das outras câmaras, por osmose; dotando-lhes de movimentos verticais enquanto seus movimentos horizontais são propiciados por jatos de água, expelidos por tubos afunilados, visíveis entre os dois tentáculos mais baixos, impulsionando-lhes para frente ou para trás. São considerados fósseis vivos, sendo os únicos atualmente pertencentes ao grupo de cefalópodes mais primitivo de todos, a subclasse Nautiloidea, com o ponto alto de sua evolução se situando no período Paleozóico (entre o Ordoviciano e o Devoniano) e com a família Nautilidae aparecendo apenas no Triássico Superior. Nautilus e Allonautilus (allo significando diferente) são os últimos gêneros vivos de cefalópodes com concha externa, cujo desenrolar forma uma espiral logarítmica perfeita, porém não atingindo a proporção áurea.

## Descrição
Todas as espécies de Nautilidae descritas para o Holoceno são caracterizadas por apresentar conchas moderadamente lisas e de coloração externa esbranquiçada, com poucos indícios de dimorfismo sexual e atingindo 18 (Allonautilus) ou pouco mais de 25 centímetros (em Nautilus pompilius), com uma série de manchas raiadas de coloração avermelhada, sendo dotadas de uma região negra próxima da abertura e cujas voltas da espiral se inserem para o seu interior (espiral convoluta). Este interior é madreperolado e dividido em 30 até 38 câmaras que apresentam um orifício (sifúnculo) subcentral, com a existência de gargalos sifunculares ortocoaníticos que ligam todas as câmaras ao corpo, através do sifão. A abertura é muito larga e sua margem (lábio externo) é bastante fina. O animal, ocupando a câmara mais externa, ou última, tem uma cabeça dotada de olhos sulcados, primitivos mas proeminentes, porém desprovidos de lente. Possuem 60 a 90 apêndices tentaculares, sem sucção (ventosas), cada um com uma extensão retrátil chamada cirrus. Se perturbado, puxa seus tentáculos para dentro da concha e fecha seu capuz sobre a abertura, como um alçapão.

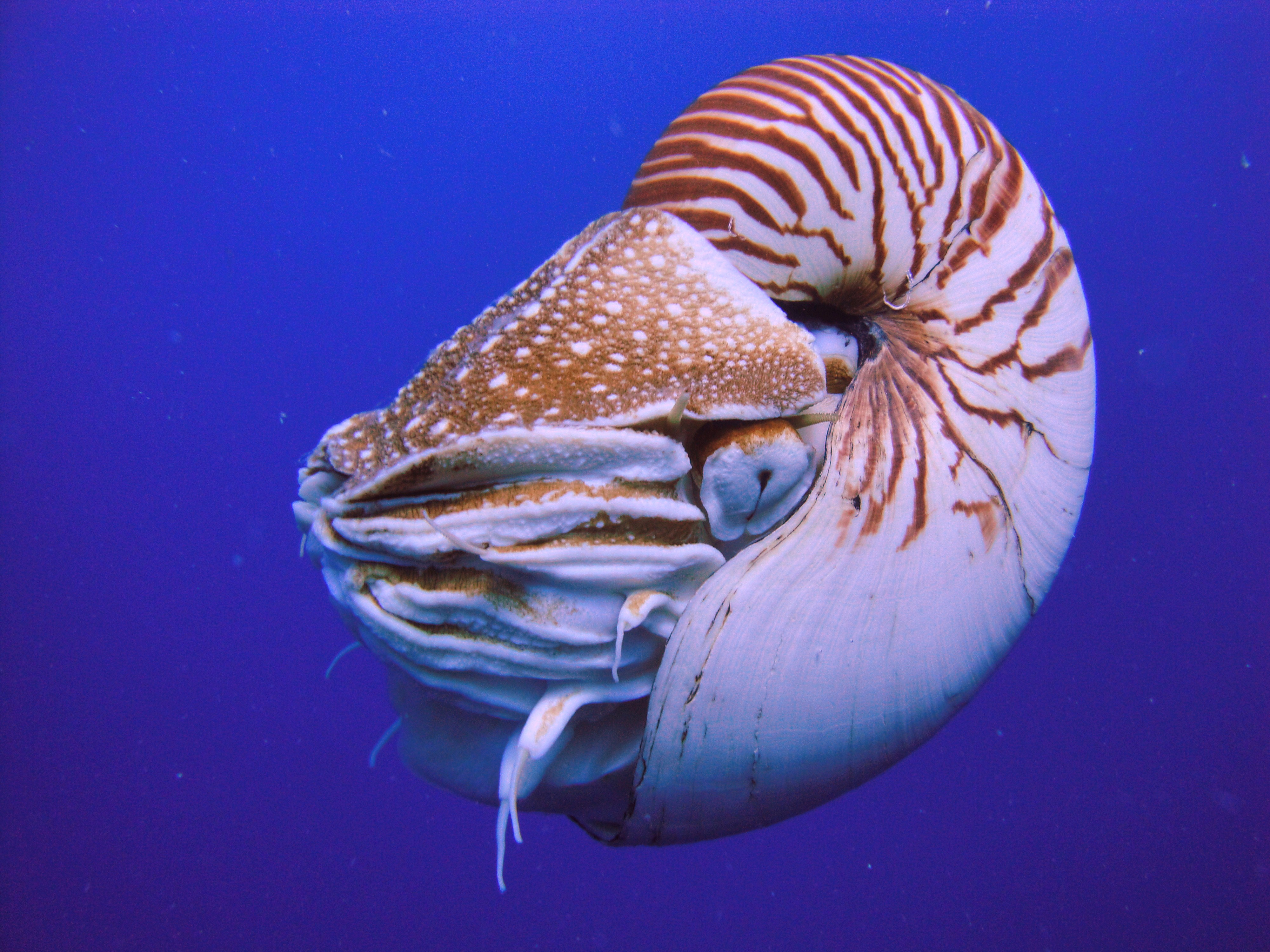
Fotografia de um molusco cefalópode do gênero Nautilus, em Palau (espécie Nautilus belauensis).
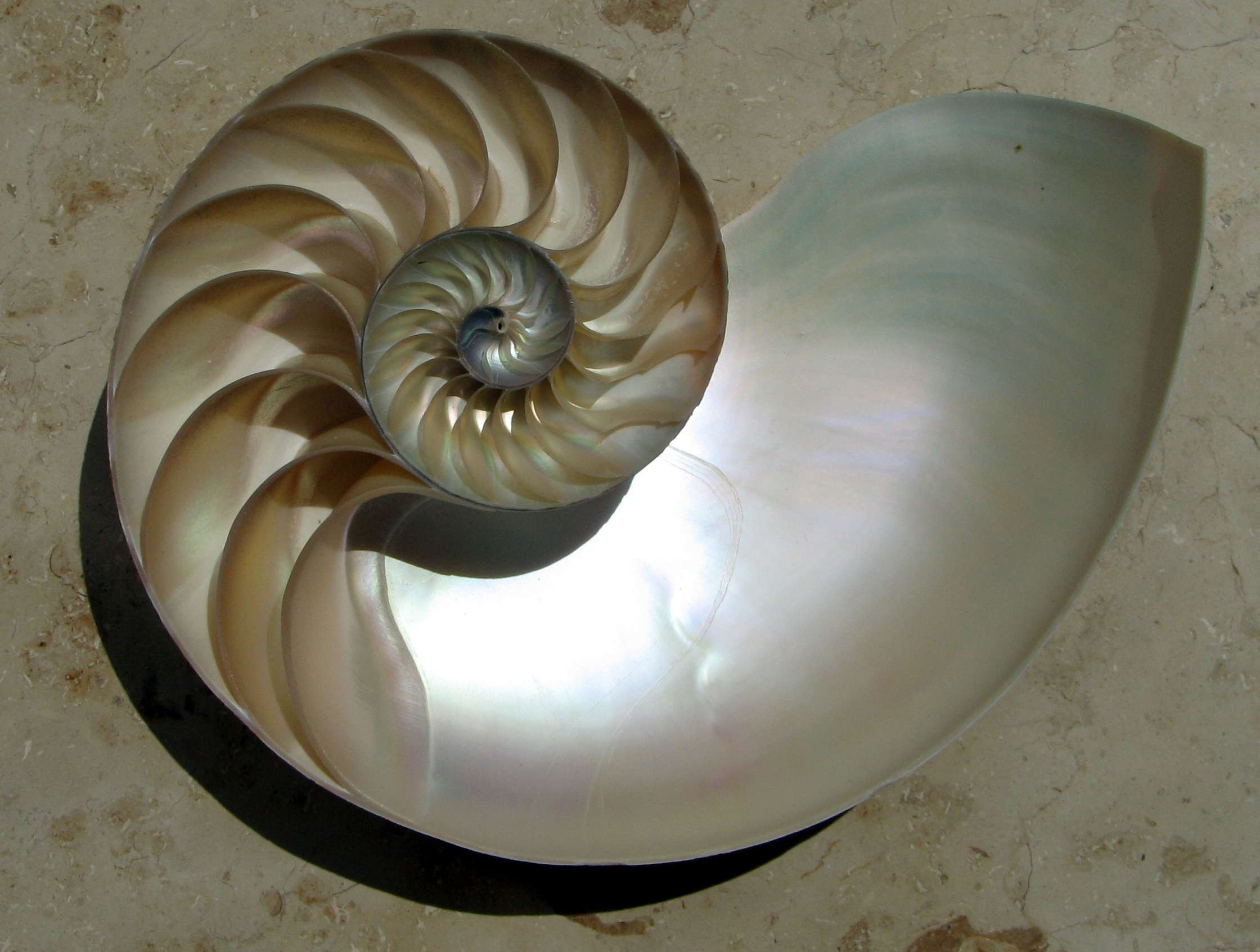
Vista interna da concha madreperolada de um molusco cefalópode do gênero Nautilus. O animal ocupa sua abertura.

## Hábitos e habitat
Estes cefalópodes apresentam movimentos lentos, sendo considerados primitivos quando comparados com os seus parentes mais rápidos. Podem nadar entre profundidades de 50 ou 90 até 300 ou quase 500 metros (mas a uma profundidade entre 600 e 800 metros a sua concha pode implodir; a maior profundidade já registrada sendo 703 metros), habitando o leste do oceano Índico (ilhas Andamão) até o Pacífico Ocidental tropical do Sudeste Asiático e Oceania (nas costas da Indonésia, Palau e Filipinas, até a Nova Guiné, ilhas Salomão, Nova Caledônia, Fiji e Austrália), em encostas profundas de recifes de coral. Possuem hábitos predadores e necrófagos, se alimentando de peixes e crustáceos, manipulando suas presas e passando a comida para a boca (localizada dentro do círculo de tentáculos), onde uma mandíbula semelhante a um bico a rasga em mordidas. Descem durante o dia, para evitar predadores, e durante a noite sobem até os recifes para caçar suas presas. Conchas de indivíduos mortos podem flutuar até as costas da África oriental ou do Japão.

## Nomenclatura
A denominação Nautilus provém da latinização do grego, nautilos (ναυτίλος), e significa "marinheiro", sendo derivado de naus, navio.

## Nautilidae e a Humanidade
De acordo com Richard Owen (1832) o náutilo pode ter sido descrito, pela primeira vez, por Aristóteles, mas esse questionamento é duvidoso e existe a possibilidade de que o filósofo grego esteja descrevendo um molusco parecido, o Argonauta, que é mais intimamente relacionado com polvos e lulas. Segundo Saunders & Landman (1989), a primeira descrição e ilustração mais verídica foi feita por Pierre Belon no ano de 1553, na obra De aquatilibus, e a primeira representação do animal foi feita por Georg Everhard Rumphius, em 1705. Com as grandes navegações (século XIV e início do século XV), espécimes finalmente encontraram seu caminho para a Europa em número suficiente, se tornando um item popular em muitos gabinetes de curiosidades; alguns inscritos em scrimshaw, outros polidos após um banho de ácido removedor da camada externa até ficar apenas o nácar; sendo então frequentemente montados em hastes para fazer recipientes ornamentados com filigranas de ouro ou prata; também representados em poesias e pinturas. O escritor francês Júlio Verne deu o nome de Nautilus ao seu submarino, no romance Vinte Mil Léguas Submarinas (Vingt Mille Lieues sous les mers). Ainda são vendidos como souvenirs, para alimentação e aproveitamento de seu nácar ou madrepérola. Existem espécies frequentemente mantidas em aquários públicos e criadas com sucesso em cativeiro.

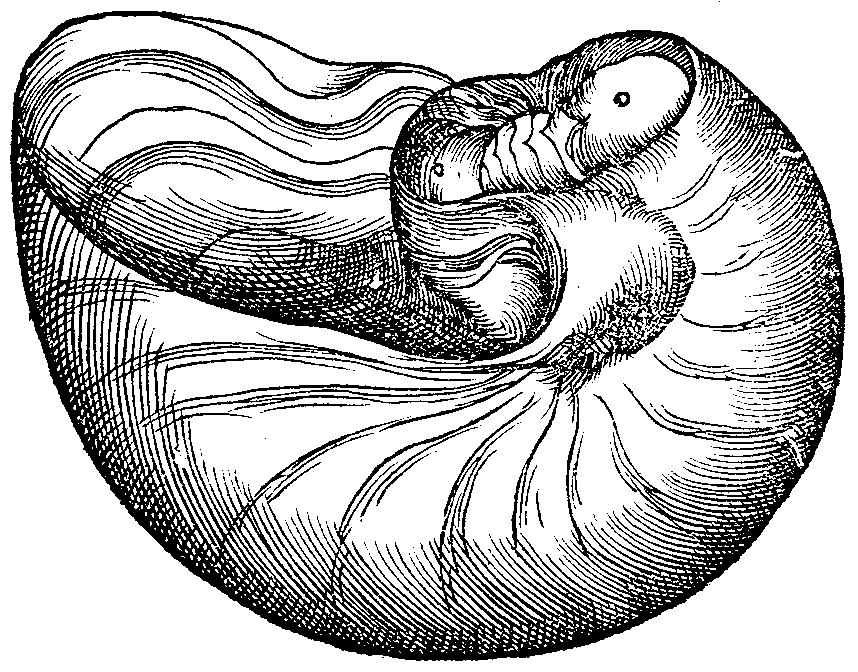
Segundo Saunders & Landman (1989), a primeira ilustração de uma concha de Nautilus foi feita por Pierre Belon no ano de 1553, na obra De aquatilibus.
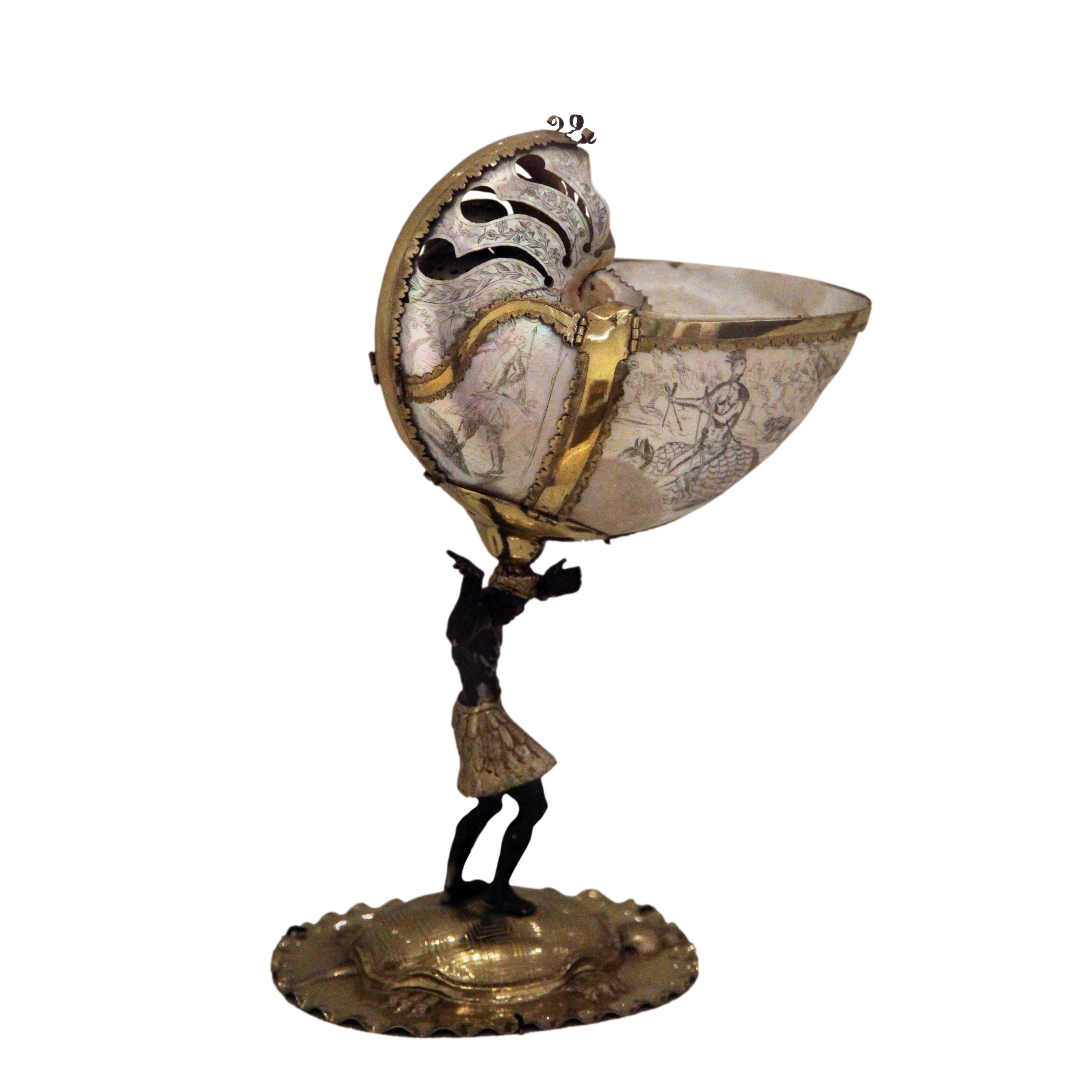
Conchas polidas de Nautilus foram frequentemente montadas em hastes para fazer recipientes ornamentados com filigranas de ouro ou prata.

## Conservação
Algumas populações de Nautilus estão em declínio devido ao excesso de coleta de suas belas conchas, já que seus hábitos de comer carniça os tornam propensos a ser capturados em armadilhas. Enquanto sua exportação é proibida em alguns países (como a Indonésia, que proibiu sua coleta e exportação desde 1987), outros países continuam a permitir o seu comércio. Em maio de 2016 o Center for Biological Diversity dos Estados Unidos solicitara a proteção das espécies de Nautilidae na Endangered Species Act. Na 17ª Conferência das Partes (CoP17) da Convenção sobre o Comércio Internacional das Espécies da Fauna e da Flora Silvestres Ameaçadas de Extinção (CITES), realizada na África do Sul, em setembro de 2016, toda a família foi listada no Apêndice II do tratado. A partir de 2 de janeiro de 2017, estas listagens entraram em vigor e a documentação da CITES será necessária para a importação e exportação dessas espécies. Dado o seu crescimento lento, com uma expectativa de vida estimada em mais de 20 anos, mas não atingindo a maturidade sexual até aproximadamente os 15 anos, tendo baixo rendimento reprodutivo (10 a 20 ovos postos, anualmente, em águas rasas) e baixa mobilidade, os nautiloides são particularmente vulneráveis à sobrepesca e extinção; também sendo ameaçados pela acidificação oceânica, o que pode prejudicar a capacidade dos moluscos de construir as conchas de que necessitam para sobreviver.

## 2023: três novas espécies do gêneroNautilus
Em janeiro de 2023 um artigo científico publicado na revista ZooKeys identificou três novas espécies do gênero Nautilus: Nautilus samoaensis (em áreas ao redor de Pago Pago, na Samoa Americana), Nautilus vanuatuensis (em Éfaté, Vanuatu) e Nautilus vitiensis (em Viti Levu, Fiji), todas descritas por Barord et al.; o que aumentou para sete o seu número de espécies. De acordo com o estudo, proposto a partir de análises genéticas, há um forte componente geográfico afetando a taxonomia, com as novas espécies provenientes de grupos de ilhas maiores e separadas por pelo menos 200 quilômetros de águas profundas.

## Taxonomia das espécies viventes
Durante o século XVIII até século XX houve apenas um gênero de Nautilidae (Nautilus), porém a partir do ano de 1997 um estudo publicado por Peter D. Ward e W. Bruce Saunders, "Allonautilus: A New Genus of Living Nautiloid Cephalopod and Its Bearing on Phylogeny of the Nautilida" (Journal of Paleontology Vol. 71, No. 6, pp. 1054-1064), determinou a existência de dois gêneros atuais para esta família.

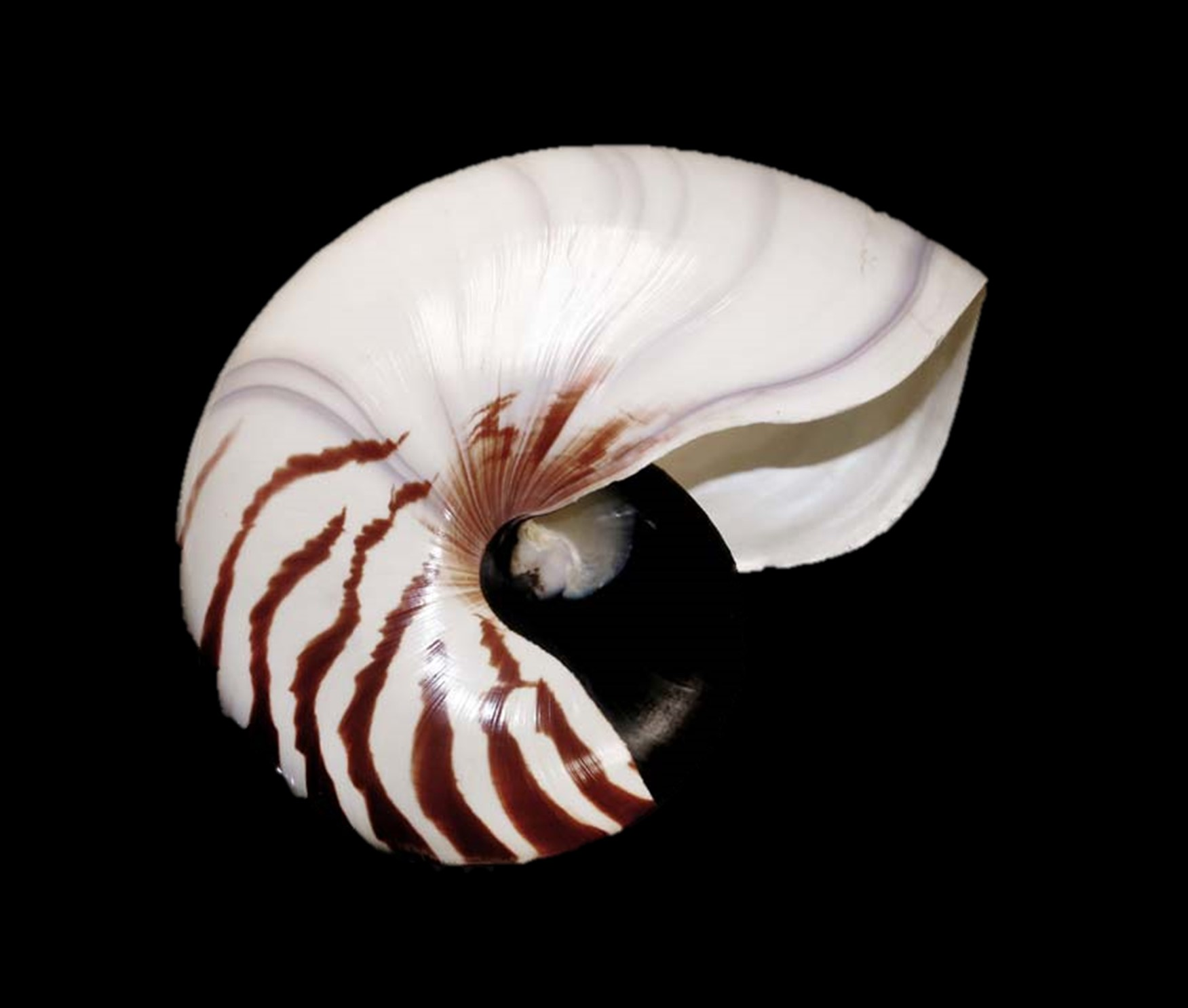
Fotografia de uma concha de molusco cefalópode do gênero Nautilus, espécie-tipo: Nautilus pompilius.
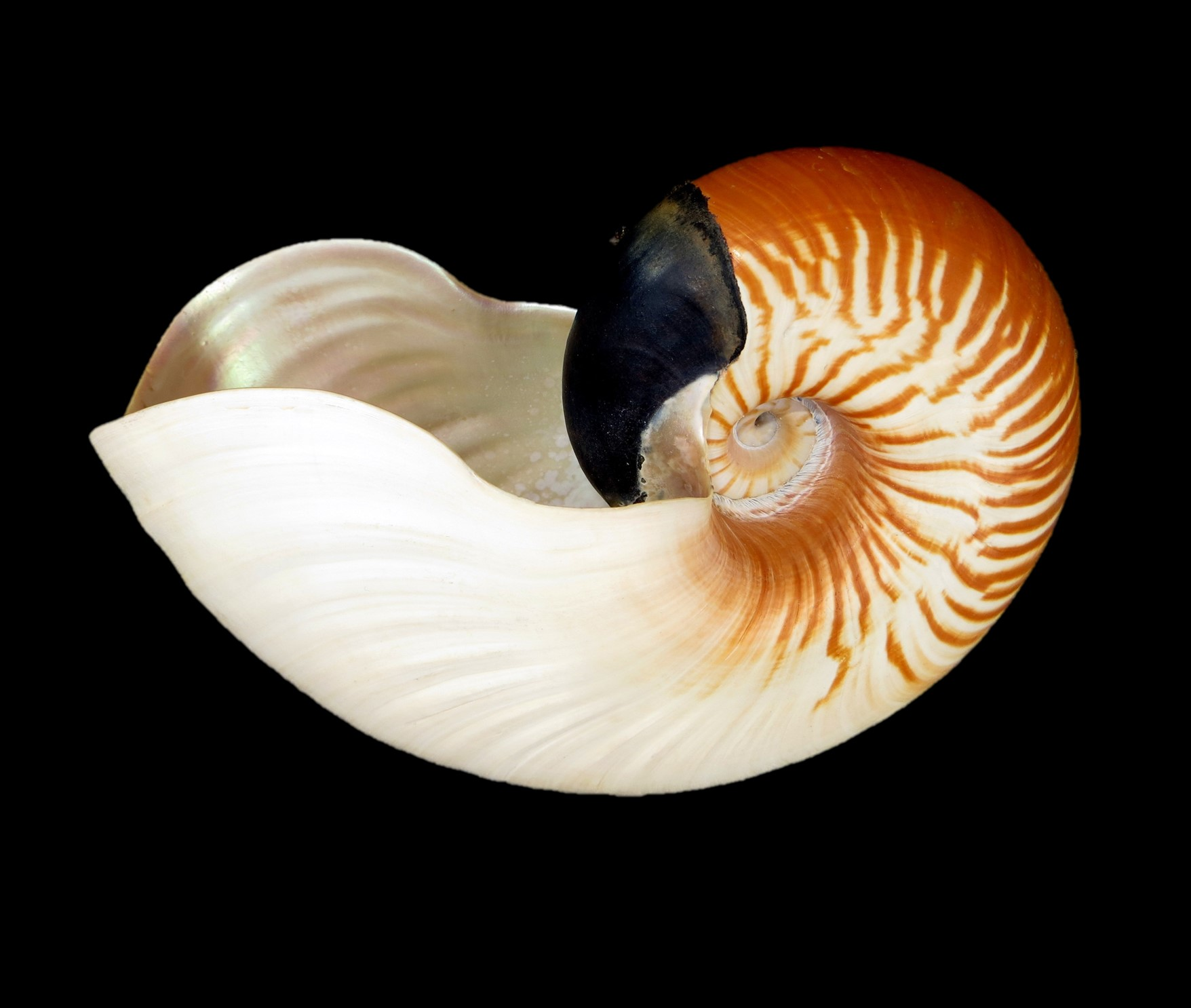
Fotografia de uma concha de molusco cefalópode do gênero Allonautilus, espécie Allonautilus perforatus.

### Gêneros, espécies, subespécies
- Gênero Allonautilus Ward & Saunders, 1997[33]
  - A. perforatus (Conrad, 1847) (nomen dubium)
  - A. scrobiculatus (Lightfoot, 1786) (espécie-tipo)
- Gênero Nautilus Linnaeus, 1758[34]
  - N. belauensis Saunders, 1981 (taxon inquirendum)[35]
  - N. macromphalus G.B. Sowerby II, 1849
  - N. pompilius Linnaeus, 1758 (espécie-tipo)
    - N. p. pompilius Linnaeus, 1758 (subespécie)[36]
    - N. p. suluensis Habe & Okutani, 1988 (subespécie)[37]

  - N. samoaensis Barord, Combosch, Giribet, Landman, Lemer, Veloso & Ward, 2023[30]
  - N. stenomphalus G.B. Sowerby II, 1849
  - N. vanuatuensis Barord, Combosch, Giribet, Landman, Lemer, Veloso & Ward, 2023[6]
  - N. vitiensis Barord, Combosch, Giribet, Landman, Lemer, Veloso & Ward, 2023[31]

## Nautiloidea e sua posição taxonômica dentre os Cephalopoda

### Aspectos gerais de sua classificação superior
A classificação dos Cephalopoda é extremamente complexa e controversa; sendo estes, atualmente, divididos pelos zoólogos em três subclassesː
- Nautiloidea[38][39]
- Ammonoidea - amonites (lato sensu), grupo extante do Devoniano ao Cretácico Superior e hoje totalmente extinto (†).[39][40]
- Coleoidea - grupo que inclui a maior parte dos cefalópodes atuais, incluindo os extintos belemnites ("Belemnoidea", também extintos no Cretácico Superior), as lulas e chocos (superordem Decapodiformes), os polvos e lulas-vampiro (superordem Octopodiformes).[38][39][41][42]

Quanto à maioria das formas extintas, não há como saber em pormenor a estrutura dos seus tecidos moles (que geralmente não se fossilizam) e os três grupos incluem formas que são mais ou menos diferentes entre si; em particular dentre os Nautiloidea, que diversificaram-se fortemente com características diversas, tanto que alguns destes diferem mais entre si, em seus formatos, do que no caso dos Ammonoidea conhecidos.

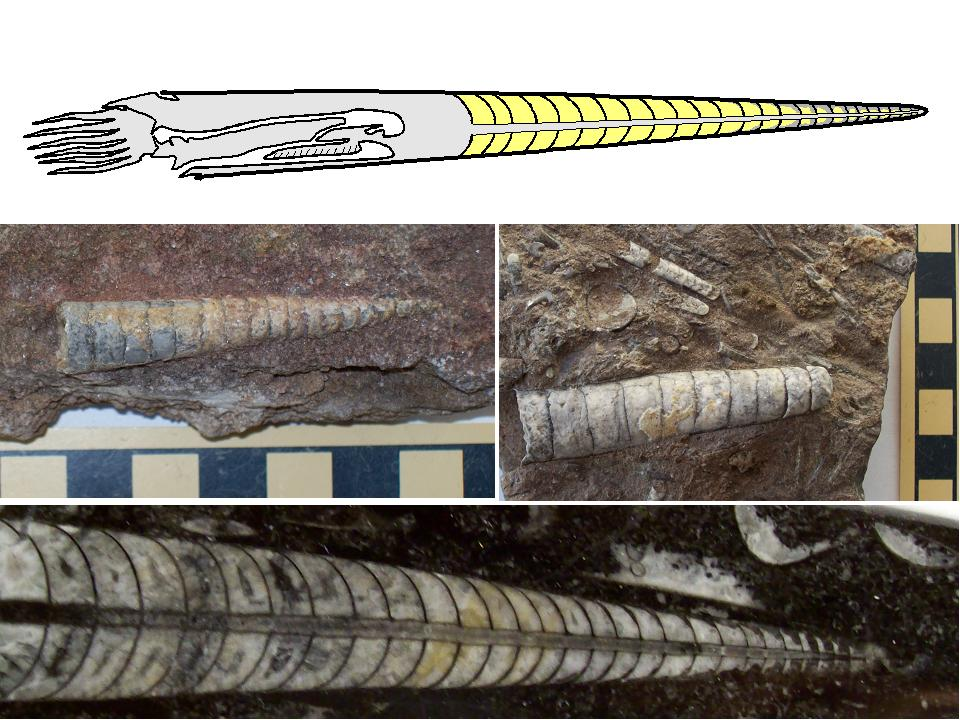
Ilustração de um Orthoceras e sua concha alongada e preenchida por câmaras de flutuação, como indicam seus fósseis.
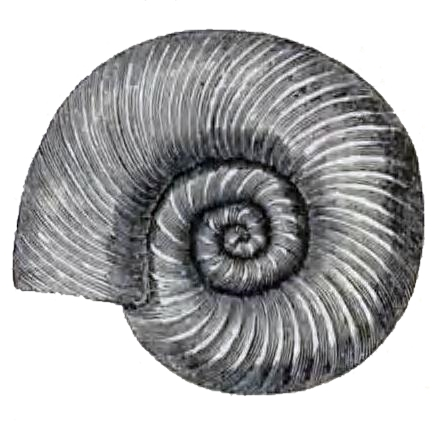
Ilustração de uma concha de molusco cefalópode da espécie Trocholites ammonius, um Nautiloidea Tarphyceratida.